# Мироненко Петро Володимирович
Мироненко Петро Володимирович (англ. Petro Myronenko) народився 10 липня 1951, Петрівка (сьогодні — село Майдан) Слов'янського району Донецької області — український громадський діяч, науковець, політолог, доктор політичних наук, академік-засновник Академії політико-правових наук України, Генеральний директор Наукової установи "Академія "Українська Політія". Шеф-редактор наукового видання "Суспільно-політичні процеси". Громадянин України з 2-го жовтня 1992 року.

## Освіта
У 1975 році закінчив Ленінградське вище воєнно-політичне училище військ ППО.
У 1983—1986 роках навчався у Хабаровському філіалі ВЮЗІ (Всесоюзний заочний юридичний інститут) за спеціальністю — правознавство.
У 1997 році закінчив Філософський факультет Київського національного університету імені Тараса Шевченка за спеціальністю — політологія, з відзнакою.
Дисертація на здобуття вченого ступеня кандидата політичних наук на тему: «Політична стратегія і тактика в умовах нестабільності суспільно-державного розвитку».
Дисертація на здобуття вченого ступеня доктора політичних наук на тему: «Еволюція форми державного правління в умовах перехідного суспільно-політичного розвитку».
З 10 травня 2016 року Дійсний член (академік) заснованої ним Академії політико-правових наук України.

## Трудова діяльність

### У СРСР, Росії
- 1968—1969 — токар механічного цеху № 2 НКМЗ (Краматорськ).
- 1969—1971 — строкова служба у військах ППО ЗС СРСР.
- 1971—1975 — курсант Ленінградського вищого воєнно-політичного училища.
- 1975—1983 — партійно-політична робота у військах ППО Збройних Сил СРСР.
- 1983—1994 – помічник директора Сахалінського НДІ нафти і газу, керівник науково-дослідного підрозділу Далекосхідної морської інженерно-геологічної експедиції, віцемер із соціальних питань міста Оха Сахалінської області.

### В Україні
З 1994 року проживає та працює в Україні.
- 1994—1997 — керівник інформаційно-аналітичної групи НДІ ГУР МО України.
- 1997—2000 — головний консультант Управління внутрішньої політики Адміністрації Президента України.
- 2000—2003 — заступник начальника Головного управління виховної роботи Міністерства оборони України з питань взаємодії з органами державної влади.
- 2003—2005 — керівник Управління суспільно-політичних питань Адміністрації Президента України.
- 2006 рік — утворив і очолив громадську організацію «Міжнародний інститут гуманітарних технологій».
- 2009—2013 — доцент, заступник завідувача кафедри парламентаризму та політичного менеджменту, радник президента НАДУ при Президентові України.
- 2013—2014 — начальник комплексу військової та спеціалізованої освіти НТУУ «КПІ».
- 2014—2015 — в. о. заступника директора Інституту всесвітньої історії НАН України.
- 2015—2016 — директор громадської організації «Міжнародний інститут гуманітарних технологій».
- з 10 травня 2016 року - президент Академії політико-правових наук України.
- з 28 липня 2023 року - генеральний директор Наукової установи "Академія "Українська Політія".

## Основні праці
- Форма правління: політичні трансформації на зламу століть: монографія/П. В. Мироненко. — К.: ВЦ «Академія», 2014. — 220 с. — (Серія «Монограф»).
- Методологічні основи політичної стратегії і тактики як системи засобів подолання політичної нестабільності/Політичні інститути та процеси. Наукове видання Громадської організації «Міжнародний інститут гуманітарних технологій». — К., 2016. — Вип. 1.
- Форма правління як концептуальна і прикладна проблема/Суспільно-політичні процеси. Науково-популярне видання Громадської організації «Міжнародний інститут гуманітарних технологій» спільно з Громадською організацією «Академія політичних наук». — К., 2016. — Вип. 3.
- Форма державного правління як концептуальна і практична проблема: досвід України/Політологічний вісник. Зб-к наук. праць. — К.: «ІНТАС», 2011. — Вип. 52.
- Процес змін форми правління в Україні: основні чинники і результати /Держава і право: Збірник наукових праць. Юридичні і політичні науки. Випуск 51. — К.: Ін-т держави і права ім. В. М. Корецького НАН України, 2011.
- Осмислення поняття «форма державного правління» в контексті сучасних політичних трансформацій/Сучасна українська політика.– К.: Вид-во «Центр соціальних комунікацій»,2011.–Вип. 23
- Проблема класифікаційних критеріїв типологізації форми правління/Політологічний вісник. Зб-к наук. праць. — К: «ІНТАС», 2011. — Вип. 53.
- Провідні напрями аналізу проблематики сутності форми правління/Вісник Державної академії керівних кадрів культури і мистецтв: Наук. журнал. — К.: Міленіум, 2011. — № 3.
- Аргументи на користь монархічної форми правління: історія і сучасність/Політологічний вісник. Зб-к наук. праць. — К: «ІНТАС», 2011. — Вип. 55.
- Роль політичної стратегії і тактики у функціонуванні системи державного управління/Сучасна українська політика.– К.: Вид-во «Центр соціальних комунікацій»,2011.–Вип.25
- До проблеми становлення форми державного правління Російської Федерації/Сучасна українська політика. — К.: Вид-во «Центр соціальних комунікацій», 2012. — Вип. 27.
- Особливості співставлення понять «форма правління» та «демократизація»/Держава і право: Збірник наукових праць. Юридичні і політичні науки. Випуск 57. — К.: Ін-т держави і права ім. В. М. Корецького НАН України, 2012.
- Особливості автократичних векторів трансформації форм правління (на прикладі суперпрезиденціалізму країн Центральної Азії)/Наукові записки Ін-ту політичних і етнонаціональних досліджень ім. І. Ф. Кураса НАН України. — К.: ІПіЕНД, 2012. — Вип. 4(60).
- Засади стратегічного планування в системі державного управління/Науковий часопис Національного педагогічного університету імені М. П. Драгоманова. Серія 22. Політичні науки та методологія викладання соціально-політичних дисциплін. Випуск 9. — К.: Видавництво Національного педагогічного університету імені М. П. Драгоманова. 2012.
- Восточноевропейская модель демократизации форм государственного правления/Известия Иркутского государственного университета. Серия «Политология. Религиоведение». — 2013. Вып.2 (11), ч.1.
- Закономерности и расхождение форм государственного правления на постсоветском политическом пространстве/Человек. Сообщество. Управление. Научно-информационный журнал. 2013 — Вып. 2. (Россия).
- К вопросу о гибритных формах правления в современном мире/Вопросы управления. 2013. — Вып. 3(5). (Россия).
- Особенности рассмотрения понятийно-категорийного аппарата при осмыслении проблематики формы государственного правления/Science and Education a New Dimension: Humanities and Social Sciences. Vol. 2 (3). Issue: 18. (Будапешт).
- Поліархія як форма державного правління/Науковий часопис Національного педагогічного університету імені М. П. Драгоманова. Серія 22 Політичні науки та методологія викладання соціально-політичних дисциплін. Випуск 12. — К.: Видавництво Національного педагогічного університету імені М. П. Драгоманова. 2013.
- Визначальні проблеми і перспективи розвитку форми правління України/Наукові записки Ін-ту політичних і етнонаціональних досліджень ім. І. Ф. Кураса НАН України. — К.: ІПіЕНД, 2013. Вип. 4(66).
- Трансформація форми державного правління у сучасній Білорусі/Сучасна українська політика. — К.: Центр соціальних комунікацій, 2013. — Вип. 29.
- Класифікація форми державного правління: базові напрями переосмислення класичних підходів/Творче об'єднання «Нова парадигма». Вип. 118 — К.: Вид-во НПУ імені М. П. Драгоманова, 2013.
- Параметри для визначення форми державного правління як дослідницька проблема/Держава і право: Збірник наукових праць. Юридичні і політичні науки. Випуск 62. — К.: Ін-т держави і права ім. В. М. Корецького НАН України, 2013.
- Еволюція і поліваріантність республіканської форми правління/Політичний менеджмент: наук. журнал / голов. ред. Ю. Ж. Шайгородський. — 2013. — № 59.
- Теоретичне підґрунтя і практичні проблеми дослідження процесу змін форми правління в сучасній Україні/Науковий часопис Національного педагогічного університету імені М. П. Драгоманова. Серія 22. Політичні науки та методика викладання соціально-політичних дисциплін. Спецвипуск. Матеріали Міжнародної науково-практичної конференції. — К.: Видавництво Національного педагогічного університету імені М. П. Драгоманова, 2014.
- Форма правління: вектори політологічного аналізу/Політологічний вісник. Зб-к наук. праць. — К: «ІНТАС», 2014. — Вип. 73.
- Збочена росія та ознаки Третьої світової війни. Нотатки із щоденника політолога. Видання Академії політичних наук України. Київ. Видавництво Політія, 2022. 208 с. ISBN 978-966-97788-7-1

Збочена росія та ознаки Третьої світової війни. Нотатки із щоденника політолога. Частина II. Видання Академії політичних наук України. Київ. Видавництво Політія, 2022. 302 с. ISBN 978-966-97788-8-8
Збочена росія та ознаки Третьої світової війни. Нотатки із щоденника політолога. Частина III. Видання Академії політичних наук України. Київ. Видавництво Політія, 2022. 360 с. ISBN 978-966-97788-8-8
Спогади про майбутнє. Том I. Хроніки війни із щоденника політолога (24.02.2022 — 24.08.2022). Видання Академії політичних наук України. Київ. Видавництво Політія, 2022. 700 с. ISBN 978-966-97788-6-4
Прозріння війною. Нотатки із щоденника політолога. Том перший. Київ. Видавництво Політія, 2023. 604 с ISBN 978-617-8166-02-1
Прозріння війною. Нотатки із щоденника політолога. Том другий. Київ. Видавництво Політія, 2023. 600 с. ISBN 978-617-8166-05-02
Прозріння війною. Нотатки із щоденника політолога. Том третій. Київ. Видавництво Політія. 2024. 620 с.   ISBN 978-617-8166-08-3
Прозріння війною. Нотатки із щоденника політолога. Том четвертий. Видавництво Політія. 2024. 630 с. ISBN 978-617-8166-01-4

## Нагороди
- Кавалер Орден Святого рівноапостольного князя Володимира Великого (першого, другого і третього ступенів);
- Орден Святого Миколи Чудотворця;
- Орден Святого Архистратига Михаїла (УПЦ КП);
- Три медалі Головного управління розвідки Міністерства оборони України.
- Науковець року. 2021.
- Медаль Української конфедерації журналістів "За високий професіоналізм". 2022.
- Орден "За розбудову України". 2023.
- Орден Христа Хпасителя (УПЦ КП). 2023.
- Народний Герой України. 2024.

## Родина
- Дружина — Мироненко Ганна Іванівна (1951 р.н.), у шлюбі з 6 лютого 1974 року.

- Родина старшого сина: Мироненко Віталій Петрович (1974 р. н.), Мироненко Генрієтта Андріївна (1976 р. н.), Мироненко Євген Віталійович (1997 р. н.), Мироненко Діана Віталіївна (2005 р. н.).
- Родина молодшого сина: Мироненко Сергій Петрович (1977 р. н.), Мироненко Анна Анатоліївна (1977 р. н.), Мироненко Максим Сергійович (2005 р. н.).